# Dvanaesterac
Dvanaesterac je stih od 12 slogova s cezurom najčešće iza 6. sloga. Pojavljuje se u ranosrednjovjekovnoj poeziji, a najstariji zapis datira iz 1420.
U hrvatskoj književnosti se pojavljuje u 15. stoljeću kao dvostruko rimovan. Postoji južni (dubrovački) i sjeverni (Marulićev) dvanaesterac.